# Gilles Jobin
Pour les articles homonymes, voir Jobin.
Gilles Jobin, né en 1964 à Morges en Suisse, est un danseur, chorégraphe et réalisateur suisse dont la compagnie est basée à Genève.

## Biographie

### Famille et formation
Gilles Jobin est le fils du peintre abstrait Arthur Jobin. Originaire de Saignelégier, il se forme tardivement à la danse classique à l'École supérieure de danse Rosella Hightower à Cannes et au Ballet Junior de Genève, alors dirigé par Beatriz Consuelo. Il danse ensuite pour les compagnies lausannoises de Fabienne Berger et de Philippe Saire, ainsi qu'avec la Catalane Angels Magarit.

### Années 1990
En 1993, il prend la codirection du Théâtre de l'Usine à Genève où il rencontre Maria Ribot, dite La Ribot, chorégraphe et danseuse madrilène qui deviendra sa compagne. En 1995, le couple s’installe à Madrid et Gilles Jobin se lance dans ses premières créations avec trois solos qui portent sur l'identité Bloody Mary (1995), Middle Suisse et Only You (1996). En 1997, il part pour Londres avec La Ribot, tous deux attirés par le Live Art et la vitalité de la programmation du Institute of Contemporary Arts. Il reçoit une bourse Artsadmin (en) qui l'accueille dans sa structure et devient chorégraphe-résident à l'Arsenic de Lausanne. Il y fonde sa compagnie, la Cie Gilles Jobin, et crée la même année sa première pièce de groupe, A+B=X (trio), pour le festival Les Urbaines. La pièce est présentée au Festival Montpellier Danse en 1999 et Gilles Jobin est reconnu, pour la radicalité de son travail, comme un « chef de file d'une nouvelle génération de chorégraphes suisses indépendants ».
En 1998, il crée le duo Macrocosm au Place Theatre de Londres, utilisant une écriture chorégraphique hors des cadres esthétiques établis où il pratique des incursions dans les arts visuels et le live art, comme avec le projet Blinded by Love (1998) réalisé avec le performer anglais Franko B (en). Braindance (quintet) créé en 1999 est présenté au Théâtre de la Ville à Paris, s'ensuivent plusieurs tournées internationales en Europe et au Brésil.

### Années 2000
En 2001, Gilles Jobin crée une pièce majeure dans son répertoire, The Moebius Strip (quintet), axée sur le mouvement continu, qui lui permet de radicaliser son travail sur l'horizontalité. À l'inverse de ses précédentes œuvres qui développaient les thèmes sous-jacents du sexe, de la nudité, de la violence et de la guerre, cette pièce n'utilise que lignes et géométrie. Une création qui fait écho aux compositions de son père, Arthur Jobin, lesquelles oscillent entre rigueur géométrique et vibration intense des couleurs juxtaposées. Il signe ensuite Under Construction (septet) en 2002.
Two-Thousand-and-Three, créé en 2003 pour les 22 danseurs du Ballet du Grand Théâtre de Genève clôt la trilogie créée selon un système de « mouvement organiquement organisé » particulièrement bien accueillie par la critique. En 2004, il crée Delicado pour le Ballet Gulbenkian de Lisbonne. La même année, il s'installe avec sa famille à Genève et crée Steak House (sextet) en 2005. L'année suivante, le chorégraphe devient artiste associé à Bonlieu Scène nationale à Annecy et produit Double Deux (2006), Text to Speech (2008), une pièce avec laquelle il oriente son travail vers les nouvelles technologies, puis Black Swan (2009).
Pour le critique de danse Philippe Noisette « ce qui frappe - et ravit - chez Gilles Jobin, c'est sa capacité à se mettre en danger en approfondissant un peu plus la matière première de la danse, le corps de l'interprète, à chaque nouvelle production. Son sens de l'écriture - l'une des plus abouties de sa génération - évite les pièges de la narration pour remettre l'abstraction en ligne de mire ».

### Années 2010
En 2010, Gilles Jobin crée avec des danseurs de Bamako au Mali Le Chaînon Manquant - The Missing Link. Approfondissant un travail sur le mouvement dénué de toute structure narrative, en 2011, il crée Spider Galaxies. En 2012, il obtient le prix Collide@Cern et devient ainsi le premier chorégraphe résident au CERN. Il clôt sa résidence en novembre 2012 par une conférence au Globe du CERN. En 2013, à l'issue de cette résidence, il crée – avec le soutien de la Fondation d'entreprise Hermès dans le cadre de son programme New Settings – la pièce Quantum en collaboration avec l’artiste visuel allemand Julius von Bismarck, la compositrice américaine Carla Scaletti et le styliste belge Jean-Paul Lespagnard.
En 2015, Gilles Jobin crée Força forte avec la danseuse emblématique de sa compagnie, Susana Panadés Diaz, un duo qui s'inspire à nouveau des lois de la physique quantique avec des captures de mouvement chez Artanim, un centre de recherche genevois. La même année, Jobin tourne le film en stéréoscopie (3D) Womb présenté lors du Festival international du film de Genève. En 2017, Gilles Jobin crée, en partenariat avec Artanim, un spectacle de danse contemporaine en réalité virtuelle immersive intitulé VR I, dans lequel, équipés de casques de réalité virtuelle et d'un ordinateur embarqué, cinq spectateurs à la fois sont immergés dans un environnement virtuel où ils peuvent naviguer librement et interagir entre eux. Ce spectacle reçoit le Grand Prix innovation pour l’œuvre la plus innovatrice destinée aux nouvelles plateformes lors du 46e Festival du nouveau cinéma de Montréal.
En 2018, la pièce VR_I est présentée au Festival du Film de Sundance et à la 75ème édition du Festival International du Film de Venise. Avec près de 200 représentations internationales, VR_I est l’installation VR qui a le plus tourné au monde.

### Années 2020
En 2020, la Compagnie Gilles Jobin crée Dance Trail, une pièce en réalité augmentée au Festival du Film de Sundance 2020, puis La Comédie Virtuelle - Live Show, un spectacle VR multi-utilisateurs en temps réel sélectionné en compétition officielle au 77ème Festival International du Film de Venise et qui a remporté le prix Numix 2021 International – Experience XR Interactif de l’industrie XR Québec.
En 2021, Gilles Jobin met en scène en direct dans ses studios de Genève, Cosmogony, une performance digitale en temps réel qui est projetée à 10’000 km de distance au Singapore International Festival of the Arts - SIFA et en mapping vidéo à 2’000 km de distance au Bucharest International Dance Film Festival - BIDFF. En 2022, la compagnie est de retour au Festival du Film de Sundance avec Cosmogony.

## Principales chorégraphies
- 1995 : Bloody Mary
- 1996 : Middle Suisse et Only You
- 1997 : A+B=X
- 1999 : Macrocosm et Braindance
- 2001 : The Moebius Strip
- 2002 : Under Construction
- 2003 : Two-Thousand-and-Three pour le Ballet du Grand Théâtre de Genève
- 2004 : Delicado pour le Ballet Gulbenkian
- 2005 : Steak House
- 2006 : Double deux
- 2007 : The Moebius Strip et Moebius Kids
- 2008 : Text to Speech
- 2009 : Black Swan
- 2010 : Le Chaînon manquant - The Missing Link
- 2011 : Spider Galaxies
- 2012 : Shaker Loops
- 2013 : Protokids et Quantum
- 2015 : Força forte

## Audiovisuel
- 2016 : Womb, film 3D réalisé par Gilles Jobin avec des décors de Sylvie Fleury, costumes Jean-Paul Lespagnard, musique Franz Treichler (The Young Gods). Avec Susana Panadés Diaz, Gilles Jobin et Martin Roerich
- 2017 : VR I, pièce chorégraphique en réalité virtuelle immersive créée en collaboration avec Artanim, sélectionnée au Festival du Film de Sundance 2018
- 2020 : Dance Trail, pièce en réalité augmentée sous forme d’application iOS, sélectionnée au Festival du Film de Sundance 2020
- 2020 : La Comédie Virtuelle - Live Show, spectacle VR multi-utilisateur en temps réel, sélectionné à la 77ème édition du Festival du Film de Venise 2020
- 2020 : Virtual Crossings, projet digital collaboratif à distance et en temps réel
- 2021 : Cosmogony, pièce digitale en temps réel, sélectionnée au Festival du Film de Sundance 2022

## Prix et distinctions
Gilles Jobin a remporté de nombreux prix pour l’ensemble de son travail. En 2000, le prix jeune créateur décerné par la fondation vaudoise pour la promotion artistique, en 2001, « Nouveau Talent chorégraphique » décerné par la SACD, en 2004 le « Prix culturel Leenards ». Les films et documentaires consacrés à son travail, The Moebius Strip et Braindance, réalisés par Vincent Pluss, ainsi que Le Voyage de Moebius réalisé par Luc Peter, sont diffusés dans de nombreux festivals internationaux et ont été plusieurs fois primés
En 2015, il reçoit le Grand Prix Suisse de Danse décerné par l'Office fédéral de la culture (OFC) pour sa contribution au développement de la danse contemporaine en Suisse et au-delà des frontières du pays.
En 2017, il reçoit le Grand Prix Innovation et le Prix du Public au Festival du Nouveau Cinéma de Montréal pour VR_I, ainsi que le prix Best Art and Experimental Film pour WOMB (3D) au San Francisco dance Film Festival.
En 2021, Il remporte le prix Numix 2021 International – Experience XR Interactif de l’industrie XR Québec pour sa pièce La Comédie Virtuelle - Live Show.